# Lizzie Fletcher

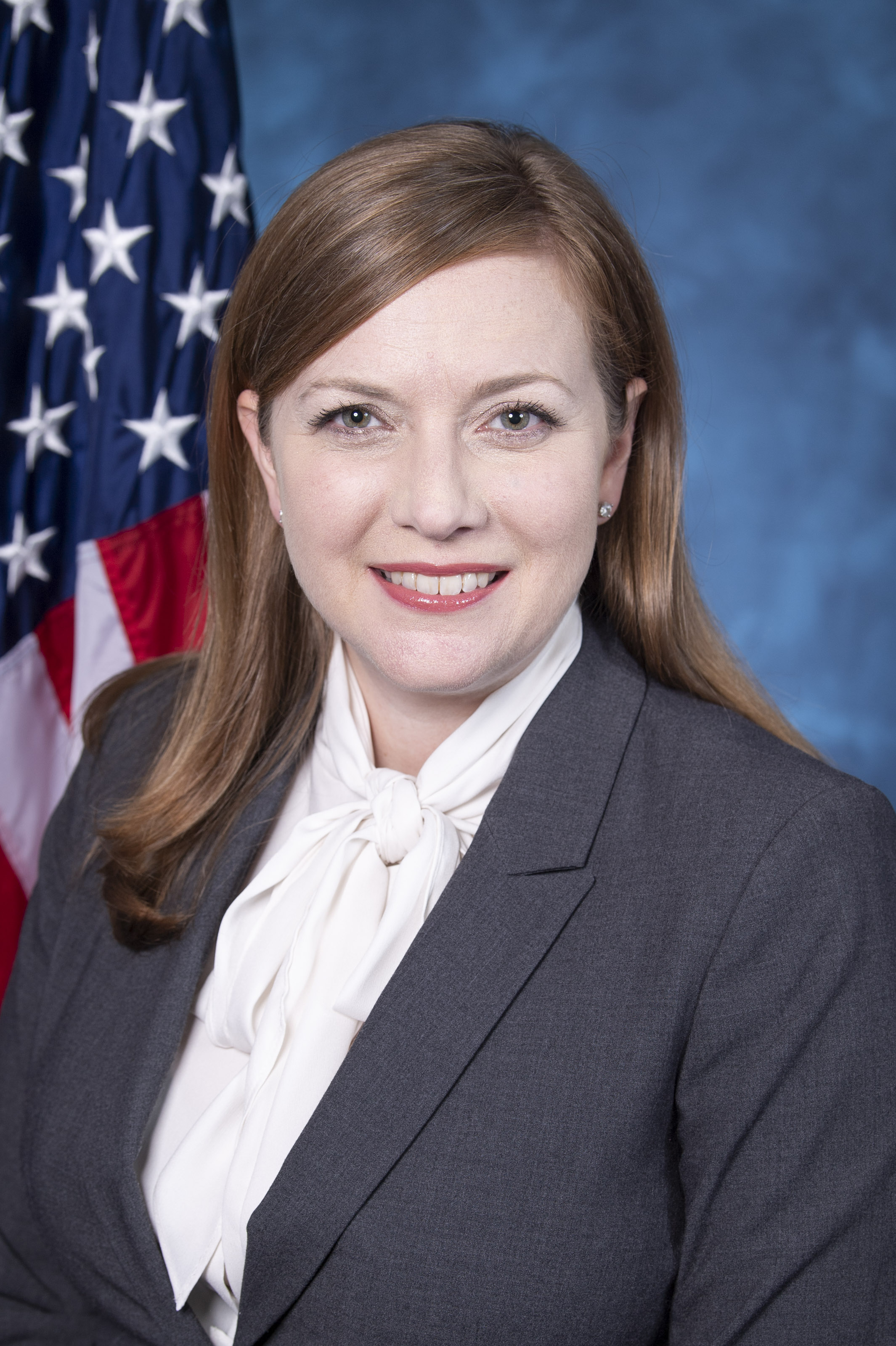
Lizzie Fletcher (2019)

Elizabeth Ann Pannill „Lizzie“ Fletcher (* 13. Februar 1975 in Houston, Texas, Vereinigte Staaten) ist eine US-amerikanische Politikerin. Als Mitglied der Demokratischen Partei ist sie seit dem 3. Januar 2019 Inhaberin des siebten Sitzes des Bundesstaates Texas im Repräsentantenhaus der Vereinigten Staaten. In dieses Amt war sie am 6. November 2018 gewählt worden und wurde am 3. Januar 2019 vereidigt.

## Leben
Lizzie Fletcher wurde am 13. Februar 1975 im Memorial Hermann–Texas Medical Center in Houston im Bundesstaat Texas geboren, wuchs in River Oaks auf und besuchte die St. John′s School.
Sie absolvierte das Kenyon College in Gambier im Bundesstaat Ohio, wo sie Mitglied der Phi Beta Kappa wurde. Später besuchte sie die William & Mary Law School in Williamsburg im Bundesstaat Virginia.
Sie zog zurück nach Houston, wo sie für die Rechtsfirma Vinson & Elkins arbeitete. Später arbeitete sie bei Ahmad, Zavitsanos, Anaipakos, Alavi & Mensing, wo sie Geschäftsprozesse betreute und 2015 juristische Partnerin wurde.
Die Autorin Katherine Center ist ihre ältere Schwester. Ihren Mann Scott lernte sie kennen, als sie mit ihm auf der gleichen Arbeitsstelle tätig war.

## Politische Karriere
Lizzie Fletcher führte in den demokratischen Vorwahlen am 6. März 2018 zur Wahl zum siebten Sitzes des Bundesstaates Texas im Repräsentantenhaus der Vereinigten Staaten mit 29,4 Prozent der Stimmen vor Laura Moser, die 24,3 Prozent errang. Den dritten Platz belegte Jason Westin mit 19,2 Prozent. Die Stichwahl am 22. Mai 2018 gewann Fletcher mit 68 Prozent der Stimmen.
Sie gewann die Wahlen zum siebten Sitz des Bundesstaates Texas im Repräsentantenhaus der Vereinigten Staaten am 6. November 2018 gegen John Culberson von der Republikanischen Partei mit 52,5 Prozent der Stimmen. Die Wahlen zum Repräsentantenhaus des 117. Kongresses 2020 konnte sie mit 50,8 % ebenfalls gewinnen. Bei der Vorwahl zur folgenden Kongresswahl 2022 gab es keine Gegenkandidaten in der Vorwahl der Demokraten. Sie gewann die Wahl zum 118. Kongress im November 2022 gegen den Republikaner Johnny Teague mit 63,8 %. Bei der nächsten Vorwahl zum 119. Kongress setzte Fletcher sich gegen Pervez Agwan mit 74,2 % durch. Mit 61,3 % konnte Fletcher die Wahl zum Repräsentantenhaus 2024 gegen die Republikanerin Caroline Kane für sich entscheiden. Ihre aktuelle vierte Legislaturperiode im Repräsentantenhaus des 119. Kongresses läuft noch bis zum 3. Januar 2027.